# Paepalanthus brevicaulis
Paepalanthus brevicaulis är en gräsväxtart som beskrevs av Silveira. Paepalanthus brevicaulis ingår i släktet Paepalanthus och familjen Eriocaulaceae. Inga underarter finns listade i Catalogue of Life.